# 福島真人
福島真人（ふくしま まさと、1958年8月12日 - ）は、日本の文化人類学者、東京大学大学院情報学環・学際情報学府教授。
東京都生まれ。武蔵高等学校卒、1981年東京大学教養学部教養学科相関社会科学卒、88年同大学院社会科学研究科文化人類学専攻博士課程満期退学、東京大学東洋文化研究所助手、90-92年ロンドン大学大学院、国際大学助教授、98年東京大学大学院総合文化研究科助教授、2011年教授。2000年「インドネシア・ジャワにおける宗教と政治 スハルト新体制下の国家政策と諸宗派の動態の民族誌的研究」で東京大学学術博士。

## 著書
- 『暗黙知の解剖 認知と社会のインターフェイス』金子書房　2001　身体とシステム
- 『ジャワの宗教と社会 スハルト体制下のインドネシアの民族誌的メモワール』ひつじ書房　2002
- 『学習の生態学 リスク・実験・高信頼性』東京大学出版会　2010／筑摩書房（ちくま学芸文庫） 2021

## 共編著
- 『身体の構築学 社会的学習過程としての身体技法』編　ひつじ書房　1995　未発選書
- 『現代人類学のプラクシス 科学技術時代をみる視座』山下晋司共編　2005　有斐閣アルマ

## 参考
- 『駒場2001』